# シルバー様希釈遺伝子

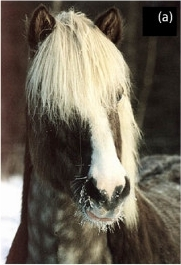
Black Silverの馬

シルバー様希釈遺伝子（シルバーようきしゃくいでんし、英語: silver dapple gene、別名:SILV遺伝子、Z遺伝子）は、馬の毛色に関連する遺伝子である。エウメラニン（黒色メラニン）を豊富に持つ鹿毛系および青毛系の毛色に作用し、それらを希釈する作用を持つ。
この遺伝子を持つ馬種は少なく、アラブ種やサラブレッドといった軽種には見られない。シェトランドポニー、ロッキーマウンテンホース、アイスランドホース、モルガン、アメリカンサドルブレッド、アメリカンクォーターホースなどいくつかの品種に限定し見いだされる。

## 希釈効果

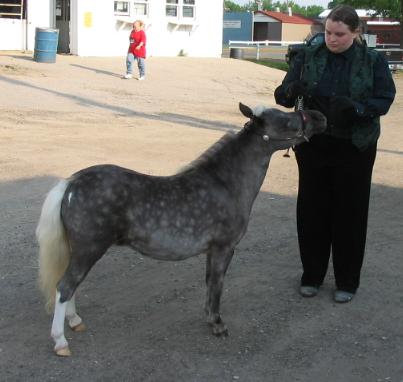
Black Silver

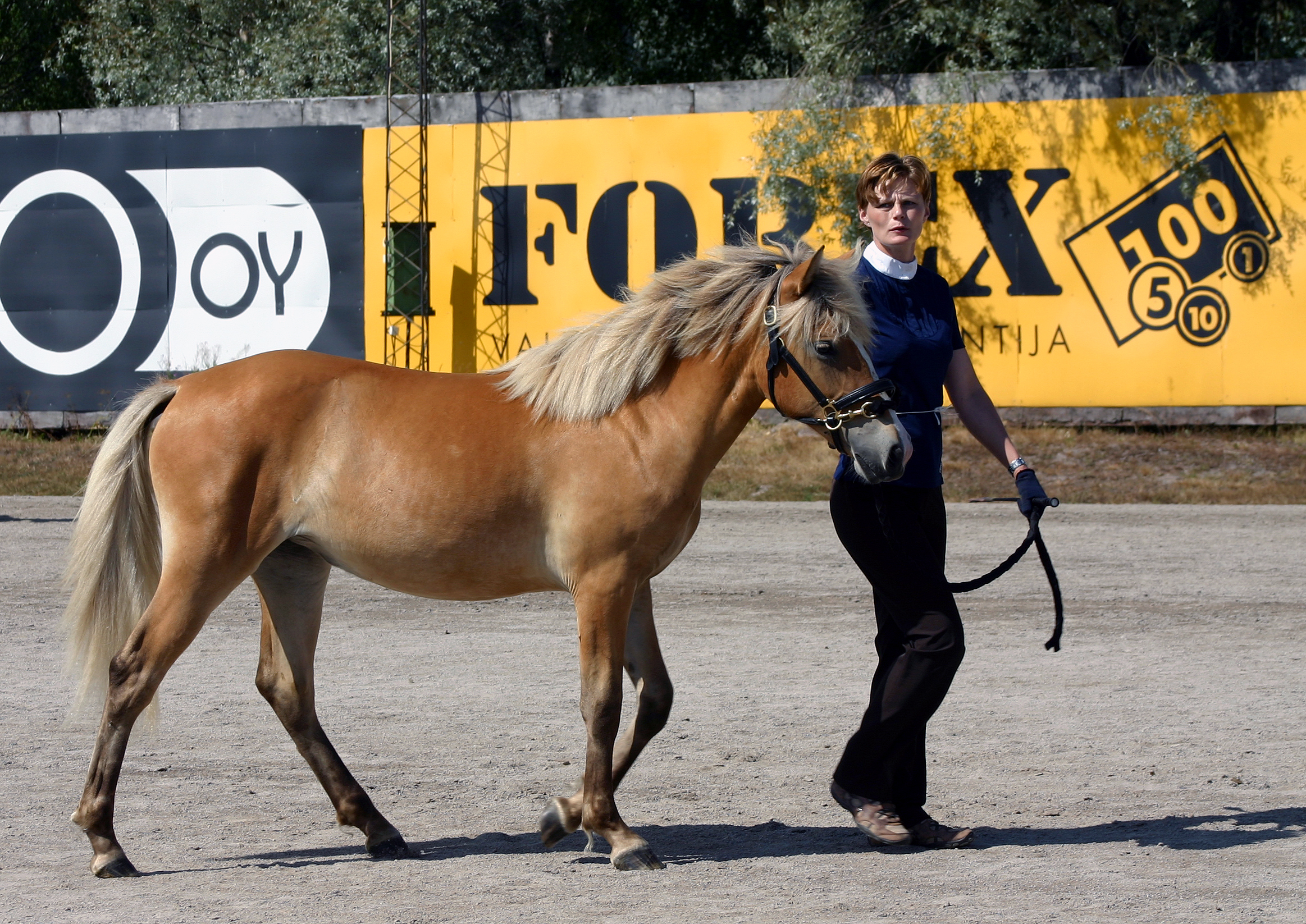
Bay Silver

シルバー様希釈遺伝子主な作用は、エウメラニン（黒色メラニン）の希釈である。フェオメラニン（赤色メラニン）の濃度はほとんど影響を受けない。希釈効果は部位により大きく異なり、特に長毛での希釈効果が強い。長毛のエウメラニンは殆ど排除されるため、原毛色がエウメラニン主体の青毛の場合は銀髪に、多量のエウメラニンと若干のフェオメラニンを含む鹿毛の場合は金髪に希釈される。
一方で、被毛の希釈効果はそれほど強くなく、若干明るくする効果しか持たない。鹿毛の下肢や青毛のように特に黒い部位をまだら模様にする効果もあり、馬体に白い連銭模様（まだらあるいは雑斑）が浮き出てくる。
また、シルバー様希釈遺伝子を持つ仔馬は、出生時、麦色の馬体、白いまつ毛と長毛、白と黒の縞模様がある蹄を持って生まれることがある。通常、この特徴は1歳までに消滅する。

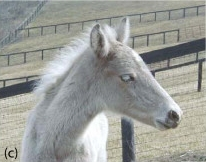
SILVを持つ仔馬（頭部）
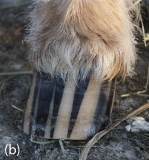
SILVを持つ仔馬（蹄）

### シルバー様希釈遺伝子による毛色

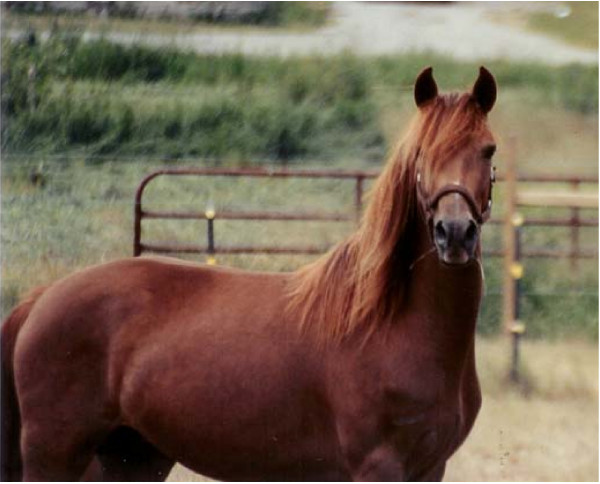
シルバー様希釈遺伝子を持つ栗毛馬。栗毛はこの遺伝子の影響を受けない

下表は、原毛色とシルバー様希釈遺伝子を持った場合に現れる毛色との対応である。
| 原毛色     | 鹿毛       | 黒鹿毛     | 青鹿毛     | 青毛         | 河原毛          | 栗毛         | 月毛         | 芦毛         | 佐目毛       |              |
| 実際の毛色 | Bay Silver | Bay Silver | Bay Silver | Black Silver | Buckskin Silver | 原毛色と同じ | 原毛色と同じ | 原毛色と同じ | 原毛色と同じ | 原毛色と同じ |

この遺伝子は、フェオメラニン濃度に影響を与えないため、希釈効果はエウメラニンを豊富に持つ鹿毛系（河原毛を含む）、青毛系の毛色に限られる。エウメラニン濃度が低い白毛、栗毛、月毛、佐目毛やなどはこの遺伝子の効果が隠され、キャリアとなる。芦毛の場合も効果が分かりにくくなるため、同様にキャリアとなる。

## 遺伝子の実体
シルバー様希釈遺伝子の実体は、メラノソームでエウメラニンの合成に関与するPMEL17という遺伝子の変異型で、第6染色体長腕領域にコードされている。シルバー様希釈遺伝子では第11エクソンにミスセンス突然変異（R618C）がある。この事実は2006年にスウェーデンの研究者によって明らかにされた。ただし、現時点では希釈効果が発生する詳細なメカニズムは不明である。
シルバー様希釈遺伝子は優性遺伝により伝わり、その希釈の強さはヘテロ（Zz）でもホモ（ZZ）でも変化しない。
同様に、マウス、鶏、ゼブラフィッシュにおいても、エウメラニンを希釈するPMEL17の変異が見つかっている。

## 各毛色の特徴
Black Silver（尾花青毛）
原毛色は青毛である。見た目は若い芦毛にも見えるが、加齢による変化はない。亜麻色ないし灰色の長毛と、黒っぽい馬体が特徴。黒い馬体に銀髪の鬣、距毛、尻尾が生え、非常に目立つ。馬体は真っ黒なこともあれば、銀色の雑斑が全身に見られることもある。
Bay Silver（尾花鹿毛）
原毛色は鹿毛ないし黒鹿毛、青鹿毛である。見た目は尾花栗毛に似る。下肢は鹿毛と同様黒いが、銀色の斑が多数入る。原毛色が黒鹿毛、青鹿毛の場合、Black Silverと似た雑斑が現れることがある。
Buckskin Silver
原毛色は河原毛である。河原毛はクリーム様希釈遺伝子の作用によりフェオメラニン濃度が下げられているため、シルバー様希釈遺伝子の作用が強い場合は下肢のみこげ茶の佐目毛のように見える場合もある。しかし、たいていの場合はそこまで白くはならず、長毛と馬体が明るくなる程度にとどまる。

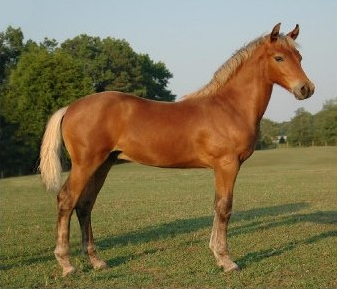
Bay Silver
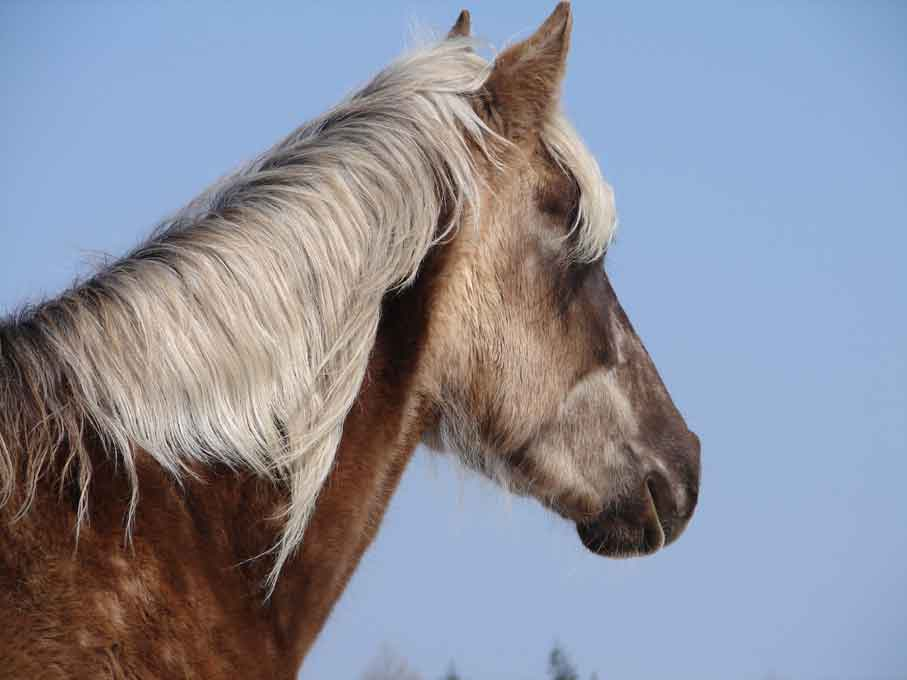
Bay Silver
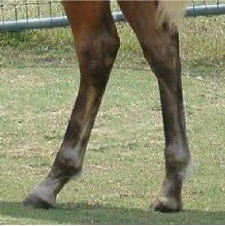
Bay Silverの脚
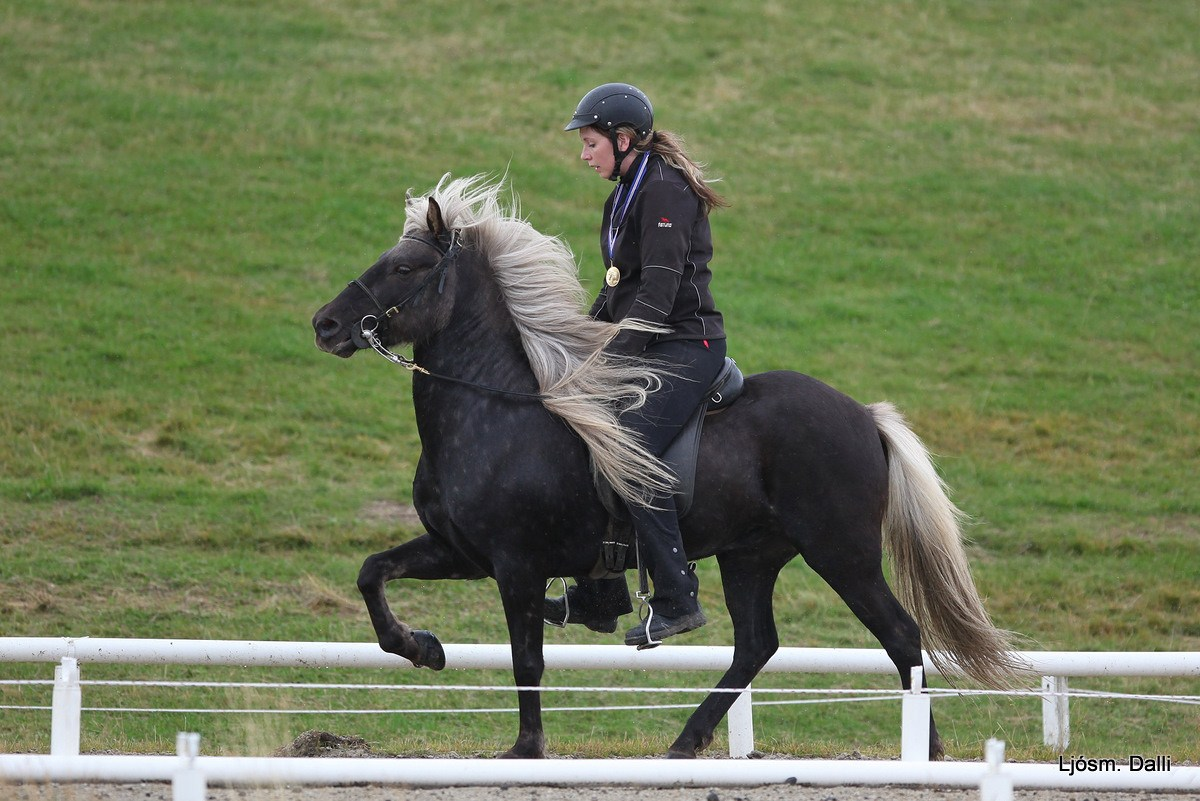
Black Silver